# シモーネ・ザザ
シモーネ・ザザ（Simone Zaza、1991年6月25日 - ）は、イタリア・ポリコーロ出身の元サッカー選手。現役時代のポジションはフォワード。

## 経歴
2006年よりアタランタBCの下部組織に所属し、2009年4月19日のレッジーナ・カルチョ戦にてセリエAデビューを果たす。
2010年7月にUCサンプドリアへ移籍。2010-2011シーズンはプリマヴェーラでプレーし、2011年7月にセリエBのSSユーヴェ・スタビアにレンタル移籍。ユーヴェ・スタビアでは出番に恵まれず、2012年1月にはレガ・プロ・プリマ・ディヴィジオーネのFCエスペリア・ヴィアレッジョへレンタル移籍した。2012年7月にセリエBのアスコリ・カルチョへレンタル移籍。ここでは35試合18ゴールを記録。
この活躍が評価され、2013年7月にユヴェントスFCとUSサッスオーロ・カルチョが共同保有権を獲得、2013-2014シーズンはサッスオーロでプレー。33試合9ゴールを記録し、サッスオーロのセリエA残留に貢献。2014年7月にはサッスオーロがユヴェントスから750万ユーロで残りの保有権を獲得した。
2015年7月、1800万ユーロでユヴェントスへの移籍が決定。契約は5年間。背番号は7番。ホームでのナポリ戦で決勝点となるゴールを決めるなど、二冠に貢献したが、2016-17シーズン前、ゴンサロ・イグアインやマルコ・ピアツァの加入でポジション争いが激化したことから移籍を決断。ウェストハム・ユナイテッドFCに1年間のレンタルで加入するも、イングランドの水になじめなかった。
2017年1月、バレンシアCFに半年のレンタル移籍決定。2017年4月、バレンシアCFが買い取りオプションを行使、2021年までの契約を締結した。
2018年8月、トリノFCに買い取り義務付きのレンタル移籍。

## 代表
2014年9月4日のオランダとの親善試合にてイタリア代表デビューし、PKを獲得。続く9月9日のUEFA EURO 2016予選ノルウェー戦では代表初得点となる先制ゴールを挙げ、勝利に貢献した。
UEFA EURO 2016準々決勝のドイツ戦では延長後半アディショナルタイムから途中出場。PK戦の2番手をつとめたが、小刻みなステップから蹴ったPKはクロスバーの上に大きく外れた。結局9人中ザザを含めた4人が失敗し、5-6でドイツに敗れた。後にザザのPKはティエリ・アンリやアラン・シアラーが史上最悪のPKと酷評した。

## タイトル
ユヴェントスFC
- セリエA 2015-16
- コッパ・イタリア 2015-16
- スーペルコッパ・イタリアーナ 2015